# محوطه کشیک
محوطه کشیک مربوط به دوره اشکانیان است و در شهرستان نیک‌شهر، بخش مرکزی، روستای کشیک واقع شده و این اثر در تاریخ ۱۲ بهمن ۱۳۸۱ با شمارهٔ ثبت ۷۲۶۶ به‌عنوان یکی از آثار ملی ایران به ثبت رسیده است.